# Eddie Lewis (Fußballspieler, 1974)
Edward „Eddie“ Lewis (* 17. Mai 1974 in Cerritos, Kalifornien, USA) ist ein ehemaliger US-amerikanischer Fußballspieler. Zuletzt spielte er in der MLS, der höchsten US-amerikanischen Spielklasse, für LA Galaxy.

## Sportlicher Werdegang
Bevor sich Lewis in jungen Jahren für den Fußball entschied, hatte er bereits mit einigem Erfolg Tennis gespielt und engagierte sich im Schulsport zudem für American Football. Während seines Studiums an der UCLA spielte er bis zu seinem Abschluss in Soziologie für die dortige Fußballmannschaft, schoss dabei insgesamt 30 Tore und bereitete 28 Treffer vor. Im Jahr 1995 führte er sogar mit elf Toren und zehn Vorlagen die interne Wertung der UCLA Bruins an.
Der für seine guten Flanken mit dem linken Fuß bekannte Mittelfeldspieler wurde 1996 in der dritten Runde des Draftsystems der Major League Soccer (MLS) von dem Verein San José Clash – heute bekannt als „San José Earthquakes“ – gezogen. Dort debütierte er bereits im ersten Spiel der MLS überhaupt, die in diesem Jahr in ihre erste Saison ging, und verblieb vier Spielzeiten bis 1999 bei diesem Klub. Dabei war er 1998 der Akteur mit den zweitmeisten Spielminuten in der MLS und zum Abschluss seiner MLS-Karriere wurde er 1999 in die beste Elf der Saison gewählt.
Bereits in seinem ersten Profijahr gab er seinen Einstand für die US-amerikanische Nationalmannschaft, als er am 16. Oktober 1996 gegen Peru auflief. Dieses Spiel war für ihn jedoch nur möglich, da viele Nationalspieler diese Begegnung aufgrund von finanziellen Unstimmigkeiten boykottierten und so musste Lewis zwei weitere Jahre auf seinen zweiten Länderspieleinsatz warten und kam dann in seinem Heimstadion in San José gegen Australien zum Zuge. Fortan entwickelte er sich auf der linken Mittelfeldseite immer mehr zu einem Stammspieler in der Nationalelf und nahm 1999 am Konföderationen-Pokal in Mexiko teil, wo die USA den dritten Platz erreichen konnten.
Für zwei Millionen US-Dollar wechselte Lewis dann im Jahr 2000 in die englische First Division, wie die zweite englische Liga zu diesem Zeitpunkt hieß, zum FC Fulham und absolvierte im März 2000 gegen den FC Barnsley sein erstes Spiel. Während seiner Zeit in Fulham konnte er sich jedoch nie richtig durchsetzen und kam in der Aufstiegssaison 2001/02 nur in einem Spiel – der bedeutungslosen letzten Saisonpartie – zum Einsatz. In der Nationalmannschaft konnte er seinen Platz in der Mannschaft jedoch verteidigen und gewann im Januar 2002 den Gold Cup. Zudem war er im Kader für die WM 2002 in Japan und Südkorea und war im Achtel- und Viertelfinale gegen Mexiko und Deutschland in der Startelf. Dabei steuerte er in der Begegnung gegen Mexiko die Flanke zum 2:0 von Landon Donovan bei.
Lewis wurde nach der Weltmeisterschaft für eine nicht offiziell genannte Ablösesumme vom Zweitligisten Preston North End verpflichtet und entwickelte sich dort zum Stammspieler. Nach drei Jahren wechselte er dann zu Beginn der Saison 2005/06 zum ambitionierteren Verein Leeds United und wurde auch dort auf der linken Außenbahn zu einem äußerst erfolgreichen Spieler. Sowohl im Duell gegen den gegnerischen Rechtsverteidiger als auch in Situationen mit dem ruhenden Ball zeigte er derart gute Leistungen, dass er in Leeds auf Anhieb zu einem Publikumsliebling wurde.
Während der Qualifikation zur Fußball-Weltmeisterschaft 2006 in Deutschland wurde er weiterhin regelmäßig in die Nationalmannschaft berufen und war dort als linker Außenverteidiger Teil des Kaders für das Turnier selbst.
Nach dem wirtschaftlichen Abschwung von Leeds United, das mittlerweile in die dritte Liga abgestiegen war, wechselte Lewis im August 2007 in die Premier League zu Derby County. Ab der Saison 08/09 spielte Lewis nun für Los Angeles Galaxy in seiner Heimat.
Nach der Saison 2010 gab er sein Karriereende bekannt.

## Erfolge
- CONCACAF-Gold-Cup-Gewinner: 2002